# Chiguirí Arriba
Chiguirí Arriba est un corregimiento située dans le district de Penonomé, province de Coclé, au Panama. En 2010, elle comptait 10 018 habitants.

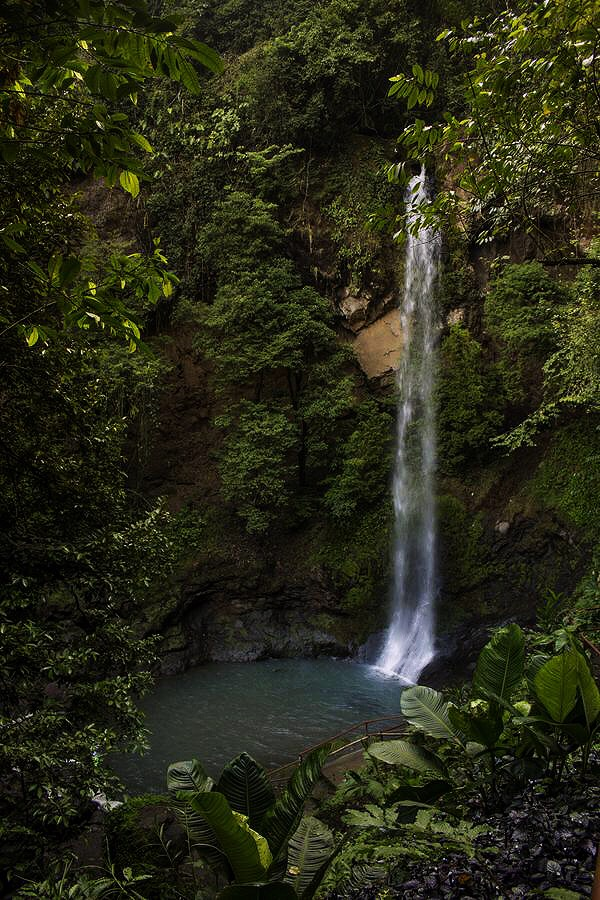
Jet Tavida

La ville abrite une grande variété de pétroglyphes précolombiens. La région de Coclé possède des attractions de montagne très diverses, sur pratiquement tout le territoire. Cette région de la province abrite une variété d'animaux, principalement une diversité d'oiseaux, de papillons et de flore.